# Петя Александрова (кинокритик)
 Тази статия е за кинокритика.  За поетесата вижте Петя Александрова (поетеса).  
Петя Александрова Александрова е българска кинокритичка.

## Биография
Родена е в град София на 5 юни 1960 г. Завършва ВИТИЗ „Кръстьо Сарафов“ със специалност кинознание. Доктор по кинознание с дисертация на тема „Словесният образ на филма. Филмовото заглавие - от словесен до кинообраз“ (2007). Преподавател в Нов български университет (1995), доцент (2012). 
Селекционер на международните и български студентски филми за Студентския филмов фестивал „Ранно пиле“, организиран от Американска фондация за България (2005-2011). 
Активен член на ФИПРЕССИ (Международната организация на филмовите критици) – член на неговото жури на София Филм Фест 2007. 
Научна заетост към Институт за изследване на изкуствата при БАН. 
Редактор в издаваното от БТА месечно списание за култура ЛИК от 2000 г. 
Носител на наградата за оперативна критика на Филмовата академия и Съюза на българските филмови дейци (2010).

## Филмография
Като сценарист
- Кърджали: лица от пейзажа (2001) [3]

Като актьор
- На живот и смърт (1974), 3 серии